# Dicya eumorpha
Dicya eumorpha is een vlinder uit de familie van de Lycaenidae. De wetenschappelijke naam van de soort werd als Thecla eumorpha in 1950 gepubliceerd door Hayward.

## Synoniemen
- Thecla scintillans Hayward, 1967